# Kreis Wolgast
De Kreis Wolgast was een Kreis in de Bezirk Rostock in de Duitse Democratische Republiek van 1952 tot en met 1994.

## Geschiedenis
De Kreis ontstond in 1952 uit de Landkreis Usedom (het westelijk deel van de in 1945 gedeelde Landkreis Usedom-Wollin en het oostelijke deel van de Landkreis Greifswald). Vanaf 25 juli 1952 behoorde de Kreis Wolgast na de opheffing van de deelstaten tot de nieuw gevormde Bezirk Rostock. De Kreis ging bij de hereniging op 3 oktober 1990 deel uitmaken van de nieuwe deelstaat Mecklenburg-Voor-Pommeren. Op 12 juni 1994 werd de kreis, sinds 17 mei 1990 als landkreis aangeduid, opgeheven en vormde sindsdien tot aan de herindeling van 2011 samen met de eveneens opgeheven landkreisen Anklam en Greifswald de Landkreis Ostvorpommern.

## Steden en gemeenten
De Landkreis Wolgast had op 3 oktober 1990 37 gemeenten, waaronder drie steden:
| - Ahlbeck - Bansin - Benz - Buddenhagen - Buggenhagen - Dargen - Garz - Groß Ernsthof - Heringsdorf - Hohendorf - Kamminke - Karlshagen - Korswandt | - Koserow - Kröslin - Krummin - Lassan, stad - Loddin - Lütow - Mellenthin - Mölschow - Morgenitz - Neppermin - Peenemünde - Pudagla | - Pulow - Rankwitz - Sauzin - Stolpe - Trassenheide - Ückeritz - Usedom, stad - Wolgast, stad - Zemitz - Zempin - Zinnowitz - Zirchow |